# Општина Подујево
Општина Подујево је општина у Републици Србији, у АП Косово и Метохија, која припада Косовском управном округу. Површина општине је 625 km².
Процењује се да је у општини живело око 1650 Срба, од чега половина у граду. Преостало двоје старијих Срба који су живели у Подујеву после сукоба 1999. године напустили су град почетком 2001. године, док 21 Србин живи у малој енклави Секирача, која представља део села Медреговац. У општини, по првим резултатима пописа становништва 2011. године на Косову, живи 87.933 становника.

## Насељена места у општини Подујево
| - Алабак - Бајчина - Баловац - Бараина - Батлава - Бело Поље - Блато - Брадаш - Браина - Бревник - Бреце - Буринце - Велика Река - Главник - Годишњак - Горња Дубница - Горња Лапаштица - Горња Пакаштица - Горње Љупче - Горњи Сибовац - Грдовац - Двориште - Добри До - Добротин - Доња Дубница - Доња Лапаштица | - Доња Пакаштица - Доње Љупче - Доњи Сибовац - Дуз - Думош - Житиње - Закут - Каљатица - Качибег - Кисела Бања - Коњушевац - Крпимеј - Крушевица - Ладовац - Лауша - Летанце - Ливадица - Луг - Лужане - Мазап - Мајанце - Медреговац - Мердаре - Метохија - Мировац - Мургула | - Обранџа - Орлане - Палатна - Пендуха - Перане - Подујево - Попово - Поток - Преполац - Радујевац - Ракиница - Ревуће - Репа - Речица - Светље - Сиљевица - Слатина - Сурдула - Суркиш - Трнава - Трнавица - Туручица - Хртица - Шајковац - Шаковица - Штедим |